# Paul De Brauwer
Pour les articles homonymes, voir De Brauwer.
Paul De Brauwer (né le 7 juin 1956 à Wetteren) est un coureur cycliste belge. Professionnel de 1982 à 1994 est spécialiste du cyclo-cross, il a été deux fois deuxième et trois fois troisième du Superprestige.

## Palmarès
| Saison / Compétition | Championnat du monde | Superprestige | Championnat de Belgique |
| 1979/1980 (am.)      | 10e                  |               |                         |
| 1980/1981 (am.)      | 3e                   |               |                         |
| 1981/1982            |                      |               |                         |
| 1982/1983            |                      | 3e            |                         |
| 1983/1984            | 7e                   | 8e            | 4e                      |
| 1984/1985            | 11e                  | 6e            |                         |
| 1985/1986            | 6e                   | 3e            | 5e                      |
| 1986/1987            | 9e                   |               | 2e                      |
| 1987/1988            |                      | 3e            | 2e                      |
| 1988/1989            | 8e                   | 2e            |                         |
| 1989/1990            | 5e                   | 2e            |                         |
| 1990/1991            | 12e                  |               | 2e                      |
| 1991/1992            | 17e                  | 10e           | 3e                      |
| 1992/1993            | 8e                   | 7e            | 3e                      |